# Nikobarduva
Nikobarduva (Caloenas nicobarica) är en fågel i familjen duvor inom ordningen duvfåglar. Den förekommer på små öar i ett kustområde som sträcker sig från Andamanerna och Nikobarerna i Indien, österut över Malajiska arkipelagen, till Salomonöarna och Palau. Den är den enda arten inom släktet Caloenas och kategoriseras idag som den närmaste levande släktingen till de båda utdöda fåglarna dronten och rodriguessolitären.

## Utseende och fältkännetecken

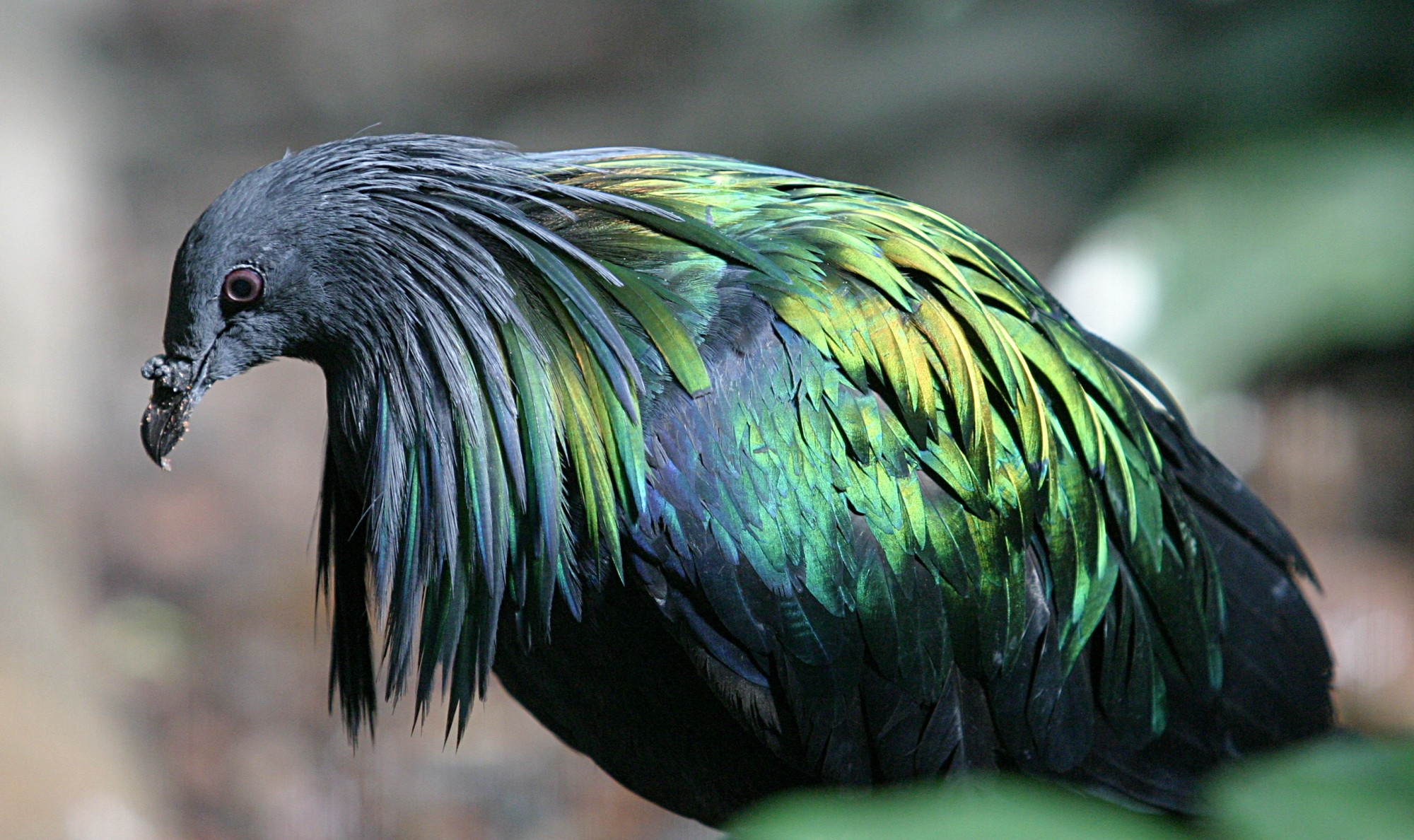
En adult individ som visar upp sina iriserande skulderfjädrar.

Nikobarduvan är med sina 40 cm en stor duva. Huvudet och de övre förlängda hals- och nackfjädrarna är gråa, vilka övergår i gröna och kopparfärgade förlängda nedre nack- och strupfjädrar. Stjärten är helvit och mycket kort. Övriga fjäderdräkten är iriserande metalliskt grön och blågrå. Näbben, som har en mindre knöl av vaxhud uppe vid näsborrarna har samma blågrå färg som huvudets fjädrar. Artens kraftiga tarser är djupröda och irisen är mörkt brun.
Honorna är något mindre än hanarna, har mindre näbbknöl, kortare förlängda hals- och nackfjädrar och brunare undersida. Juvenila fåglar har svart stjärt och fjädrarna är nästan inte alls iriserande. Utseendet skiljer sig nästan inte alls över det stora utbredningsområdet. Till och med underarten som förekommer på Palau C. n. pelewensis, skiljer sig bara genom sina något kortare hals- och nackfjädrar.
Den flyger snabbt, med regelbundna vingslag med inslag av hastigare vingslag, vilket generellt är karaktäristiskt för duvor.
Arten är mycket ljudlig med ett repetitivt lågfrekvent läte.

## Utbredning och systematik

### Systematik
Utifrån genetiska studier placeras nikobarduvan som den närmsta släktingen till dronten och rodriguessolitären. Följande kladogram av Shapiro et al. (2002), visar artens placering i förhållande till dess närmsta släktingar inom familjen duvor – en klad som främst består av olika marklevande duvor endemiska för olika öar.
|  | Caloenas nicobarica (nikobarduva)                                                                    |
|  | |
|  | \| \| Pezophaps solitaria (rodriguessolitär) \| \| \| \| \| \| Raphus cucullatus (dront) \| \| \| \| |
|  | |
|  | Pezophaps solitaria (rodriguessolitär)                                                               |
|  | |
|  | Raphus cucullatus (dront)                                                                            |
|  | |

|  | Pezophaps solitaria (rodriguessolitär) |
|  |                                        |
|  | Raphus cucullatus (dront)              |
|  |                                        |

|  | Caloenas nicobarica (nikobarduva)                                                                    |
|  | |
|  | \| \| Pezophaps solitaria (rodriguessolitär) \| \| \| \| \| \| Raphus cucullatus (dront) \| \| \| \| |
|  | |
|  | Pezophaps solitaria (rodriguessolitär)                                                               |
|  | |
|  | Raphus cucullatus (dront)                                                                            |
|  | |

|  | Pezophaps solitaria (rodriguessolitär) |
|  |                                        |
|  | Raphus cucullatus (dront)              |
|  |                                        |

|  | Caloenas nicobarica (nikobarduva)                                                                    |
|  | |
|  | \| \| Pezophaps solitaria (rodriguessolitär) \| \| \| \| \| \| Raphus cucullatus (dront) \| \| \| \| |
|  | |
|  | Pezophaps solitaria (rodriguessolitär)                                                               |
|  | |
|  | Raphus cucullatus (dront)                                                                            |
|  | |

|  | Pezophaps solitaria (rodriguessolitär) |
|  |                                        |
|  | Raphus cucullatus (dront)              |
|  |                                        |

|  | Caloenas nicobarica (nikobarduva)                                                                    |
|  | |
|  | \| \| Pezophaps solitaria (rodriguessolitär) \| \| \| \| \| \| Raphus cucullatus (dront) \| \| \| \| |
|  | |
|  | Pezophaps solitaria (rodriguessolitär)                                                               |
|  | |
|  | Raphus cucullatus (dront)                                                                            |
|  | |

|  | Pezophaps solitaria (rodriguessolitär) |
|  |                                        |
|  | Raphus cucullatus (dront)              |
|  |                                        |

|  | Caloenas nicobarica (nikobarduva)                                                                    |
|  | |
|  | \| \| Pezophaps solitaria (rodriguessolitär) \| \| \| \| \| \| Raphus cucullatus (dront) \| \| \| \| |
|  | |
|  | Pezophaps solitaria (rodriguessolitär)                                                               |
|  | |
|  | Raphus cucullatus (dront)                                                                            |
|  | |

|  | Pezophaps solitaria (rodriguessolitär) |
|  |                                        |
|  | Raphus cucullatus (dront)              |
|  |                                        |

|  | Caloenas nicobarica (nikobarduva)                                                                    |
|  | |
|  | \| \| Pezophaps solitaria (rodriguessolitär) \| \| \| \| \| \| Raphus cucullatus (dront) \| \| \| \| |
|  | |
|  | Pezophaps solitaria (rodriguessolitär)                                                               |
|  | |
|  | Raphus cucullatus (dront)                                                                            |
|  | |

|  | Pezophaps solitaria (rodriguessolitär) |
|  |                                        |
|  | Raphus cucullatus (dront)              |
|  |                                        |

|  | Caloenas nicobarica (nikobarduva)                                                                    |
|  | |
|  | \| \| Pezophaps solitaria (rodriguessolitär) \| \| \| \| \| \| Raphus cucullatus (dront) \| \| \| \| |
|  | |
|  | Pezophaps solitaria (rodriguessolitär)                                                               |
|  | |
|  | Raphus cucullatus (dront)                                                                            |
|  | |

|  | Pezophaps solitaria (rodriguessolitär) |
|  |                                        |
|  | Raphus cucullatus (dront)              |
|  |                                        |

|  | Caloenas nicobarica (nikobarduva)                                                                    |
|  | |
|  | \| \| Pezophaps solitaria (rodriguessolitär) \| \| \| \| \| \| Raphus cucullatus (dront) \| \| \| \| |
|  | |
|  | Pezophaps solitaria (rodriguessolitär)                                                               |
|  | |
|  | Raphus cucullatus (dront)                                                                            |
|  | |

|  | Pezophaps solitaria (rodriguessolitär) |
|  |                                        |
|  | Raphus cucullatus (dront)              |
|  |                                        |

|  | Caloenas nicobarica (nikobarduva)                                                                    |
|  | |
|  | \| \| Pezophaps solitaria (rodriguessolitär) \| \| \| \| \| \| Raphus cucullatus (dront) \| \| \| \| |
|  | |
|  | Pezophaps solitaria (rodriguessolitär)                                                               |
|  | |
|  | Raphus cucullatus (dront)                                                                            |
|  | |

|  | Pezophaps solitaria (rodriguessolitär) |
|  |                                        |
|  | Raphus cucullatus (dront)              |
|  |                                        |

|  | Caloenas nicobarica (nikobarduva)                                                                    |
|  | |
|  | \| \| Pezophaps solitaria (rodriguessolitär) \| \| \| \| \| \| Raphus cucullatus (dront) \| \| \| \| |
|  | |
|  | Pezophaps solitaria (rodriguessolitär)                                                               |
|  | |
|  | Raphus cucullatus (dront)                                                                            |
|  | |

|  | Pezophaps solitaria (rodriguessolitär) |
|  |                                        |
|  | Raphus cucullatus (dront)              |
|  |                                        |

|  | Caloenas nicobarica (nikobarduva)                                                                    |
|  | |
|  | \| \| Pezophaps solitaria (rodriguessolitär) \| \| \| \| \| \| Raphus cucullatus (dront) \| \| \| \| |
|  | |
|  | Pezophaps solitaria (rodriguessolitär)                                                               |
|  | |
|  | Raphus cucullatus (dront)                                                                            |
|  | |

|  | Pezophaps solitaria (rodriguessolitär) |
|  |                                        |
|  | Raphus cucullatus (dront)              |
|  |                                        |

|  | Caloenas nicobarica (nikobarduva)                                                                    |
|  | |
|  | \| \| Pezophaps solitaria (rodriguessolitär) \| \| \| \| \| \| Raphus cucullatus (dront) \| \| \| \| |
|  | |
|  | Pezophaps solitaria (rodriguessolitär)                                                               |
|  | |
|  | Raphus cucullatus (dront)                                                                            |
|  | |

|  | Pezophaps solitaria (rodriguessolitär) |
|  |                                        |
|  | Raphus cucullatus (dront)              |
|  |                                        |

|  | Caloenas nicobarica (nikobarduva)                                                                    |
|  | |
|  | \| \| Pezophaps solitaria (rodriguessolitär) \| \| \| \| \| \| Raphus cucullatus (dront) \| \| \| \| |
|  | |
|  | Pezophaps solitaria (rodriguessolitär)                                                               |
|  | |
|  | Raphus cucullatus (dront)                                                                            |
|  | |

|  | Pezophaps solitaria (rodriguessolitär) |
|  |                                        |
|  | Raphus cucullatus (dront)              |
|  |                                        |

|  | Caloenas nicobarica (nikobarduva)                                                                    |
|  | |
|  | \| \| Pezophaps solitaria (rodriguessolitär) \| \| \| \| \| \| Raphus cucullatus (dront) \| \| \| \| |
|  | |
|  | Pezophaps solitaria (rodriguessolitär)                                                               |
|  | |
|  | Raphus cucullatus (dront)                                                                            |
|  | |

|  | Pezophaps solitaria (rodriguessolitär) |
|  |                                        |
|  | Raphus cucullatus (dront)              |
|  |                                        |

|  | Caloenas nicobarica (nikobarduva)                                                                    |
|  | |
|  | \| \| Pezophaps solitaria (rodriguessolitär) \| \| \| \| \| \| Raphus cucullatus (dront) \| \| \| \| |
|  | |
|  | Pezophaps solitaria (rodriguessolitär)                                                               |
|  | |
|  | Raphus cucullatus (dront)                                                                            |
|  | |

|  | Pezophaps solitaria (rodriguessolitär) |
|  |                                        |
|  | Raphus cucullatus (dront)              |
|  |                                        |

|  | Caloenas nicobarica (nikobarduva)                                                                    |
|  | |
|  | \| \| Pezophaps solitaria (rodriguessolitär) \| \| \| \| \| \| Raphus cucullatus (dront) \| \| \| \| |
|  | |
|  | Pezophaps solitaria (rodriguessolitär)                                                               |
|  | |
|  | Raphus cucullatus (dront)                                                                            |
|  | |

|  | Pezophaps solitaria (rodriguessolitär) |
|  |                                        |
|  | Raphus cucullatus (dront)              |
|  |                                        |

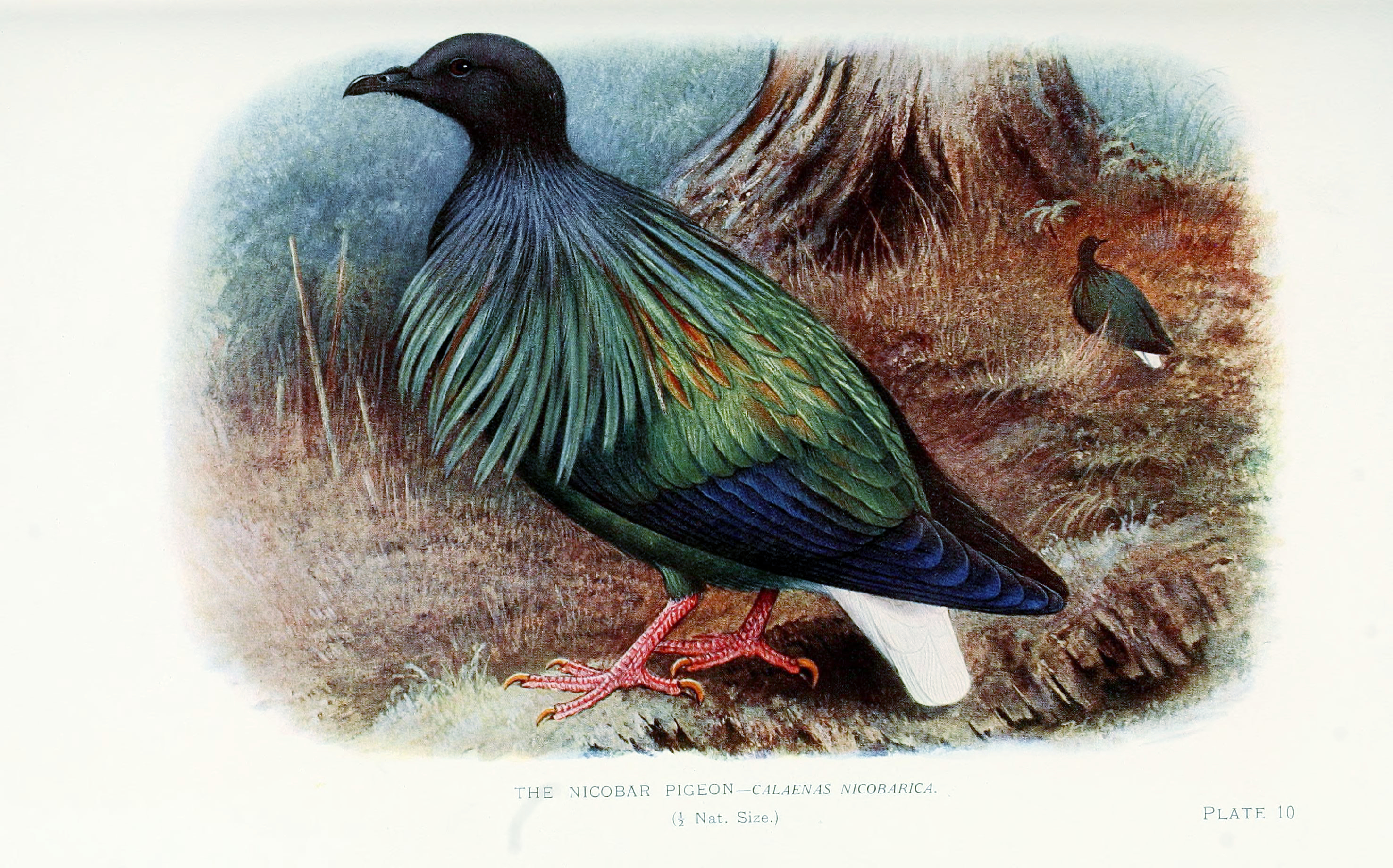
Målning av Henrik Grönvold

Ett liknande kladogram publicerades år 2007, med enda skillnaden att Goura och Didunculus bytte plats, och att fasanduva och gladiatorduva placerades i kladogrammets bas. Även om de halvt markbundna duvorna i Sydostasien och på Wallacea inte helt kan uteslutas som de närmsta levande släktingarna till drontfåglarna, så utgör nikobarduvan en mycket mer trolig kandidat, än exempelvis gruppen med kejsarduvor och fruktduvor, som verkar tillhöra samma  utvecklingslinje.
C. nicobarica är en ganska signifikant duva, dock inte lika unik som de flygoförmögna drontfåglarna, tandduvan (Didunculus strigirostris) eller kronduvorna inom släktet Goura. Studier indikerar att nikobarduvan har utgjort en distinkt art sedan Paleogen, det vill säga sedan ungefär 56-34 miljoner år sedan.
Utifrån subfossila ben funna på Nya Kaledonien och Tonga har en utdöd art av Caloenas, manduva (Caloenas canacorum), beskrivits. Den var ungefär en fjärdedel större än nikobarduvan. Förmodligen dog den ut kring 500 år före vår tidräkning. Liverpoolduvan (C. maculata) är en mer sentida utdöd släkting som förmodligen dog ut under 1800-talet, och som idag placeras i samma släkte, även om detta är oklart.

### Utbredning
Nikobarduvan förekommer över ett stort område som sträcker sig från Andamanerna och Nikobarerna i Indien, österut över Malajiska arkipelagen, till Solomonöarna  och Palau. Dock häckar den inte över hela detta utbredningsområde. Häckning, som ofta sker i kolonier, förekommer i ögruppen Andamanerna och Nikobarerna, i Mergui Archipelago i Myanmar, på öar utanför sydvästra Thailands kust, i Malajiska arkipelagen, södra Kambodia och i Vietnam, och på många av de små öarna mellan Sumatra, Filippinerna och Solomonöarna, och på ön Palau. En av de största kända kolonierna finns på ön och naturreservatet Batti Malv mellan Nikobarerna och Tarāsa Dwīp.

### Underarter
Nikobarduva delas in i två underarter med följande utbredning:
- C. n. nicobarica – hela populationen utöver den som häckar på Palau
- C. n. pelewensis – häckar på ögruppen Palau

### Observationer utanför utbredningsområdet
År 2017 observerades flera individer i Kimberley i Western Australia då en juvenil nikobarduva fångades vid Ardyaloon (One Arm Point), i närheten av Broome. Detta var första gången som arten observerats på Australienska fastlandet.

## Ekologi

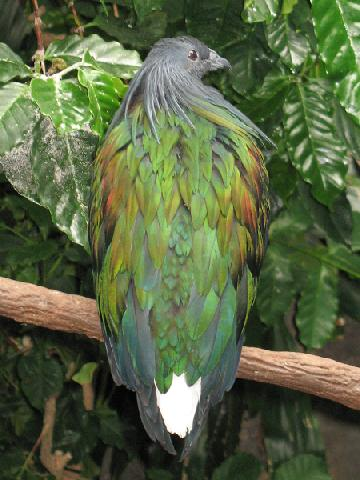
Den vita stjärten är det som syns bäst på den adulta fågeln, speciellt på lite avstånd i halvdunklet av träden.

Nikobarduvan födosöker i flockar som drar från ö till ö. De övernattar oftast på öar utanför kusten för att undvika predatorer men uppträder dagtid i områden med bättre födotillgång, och uppsöker gärna sädesfält. Den konsumerar en mindre sten, en så kallad gastrolit för att underlätta matsmältningen. Till skillnad från andra duvor tenderar den att flyga i en eller flera rader och inte i en löst sammanhållen flock. Den vita stjärten kan fungera som synlig markör för att hålla ihop flocken när de flyger över havet i gryning eller skymning.
Arten häckar i täta skogar på små öar utanför kusten, ofta i stora kolonier. Den bygger ett löst sammanhållet bo av grenar som den placerar i ett träd. Den lägger bara ett blåaktigt ägg per häckningsperiod.

## Nikobarduvan och människan

### Status och hot

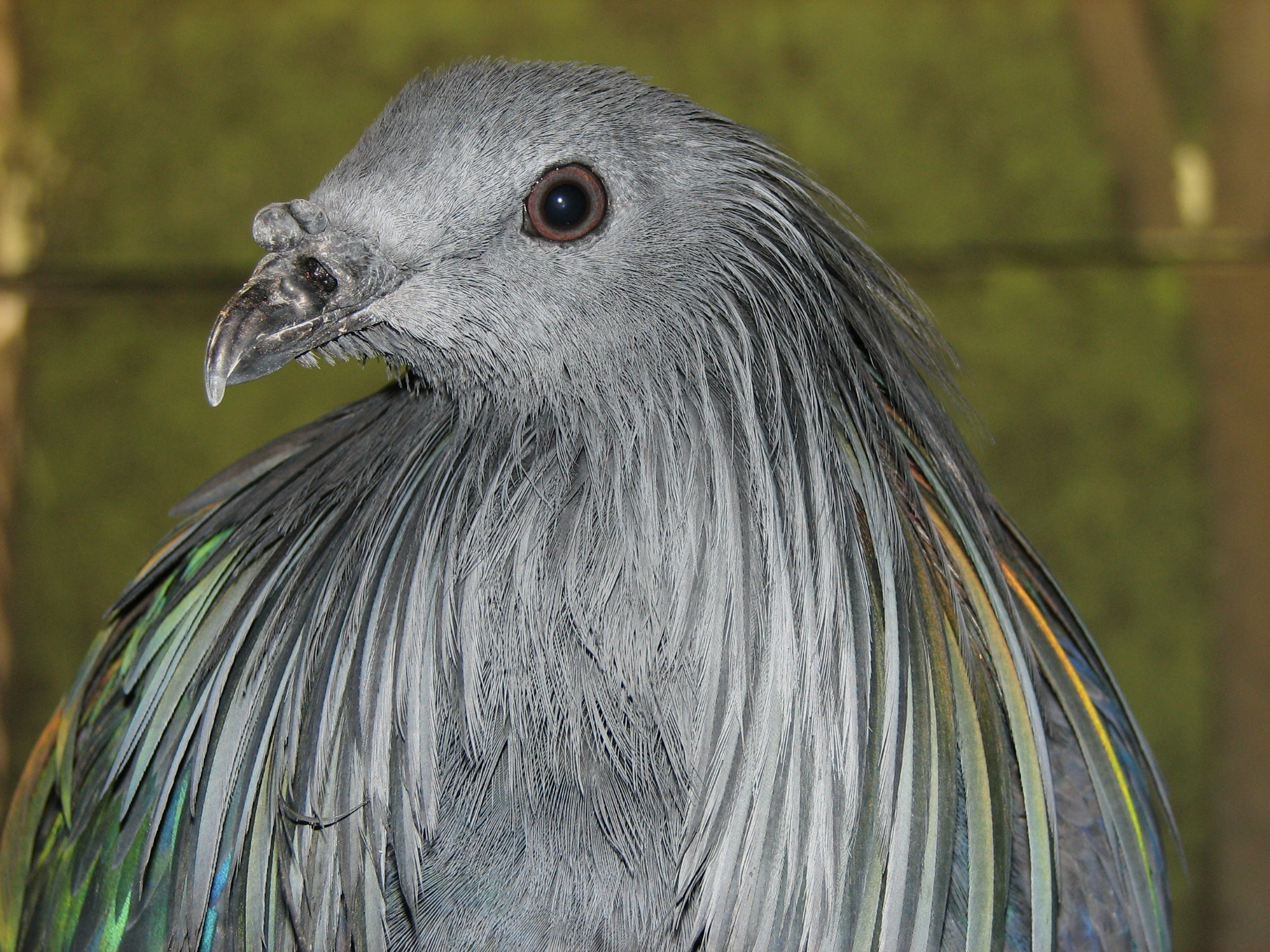
Huvudet sett framifrån.

Nikobarduvan jagas i stort antal som föda, men även för deras gastroliter som används till smycken. Arten fångas även för den lokala husdjursmarknaden, men utifrån CITES Appendix I så är den typen av handel generellt illegal. Internationellt föds fågeln upp för att tillgodose efterfrågan till olika djurparker, där denna stora, vackra och ovanliga fågel ofta förekommer. Exploateringen, till och med om man räknar in den illegala handlen, kan visserligen vara hållbar för populationen, men eftersom även häckningshabitaten minskar så utgör allt sammantaget ett hot mot arten. Skogar på de små öarna avverkas ofta för att omvandla marken till jordbruksmark, de förstörs på grund av större byggen eller förorenas av närliggande industrier eller hamnar. Utöver detta innebär det ökade resandet att predatorer introduceras till dessa avlägsna öar, vilka utgör hot mot häckningskolonierna. Även om fågeln har ett mycket stort utbredningsområde och lokalt är mycket vanlig – bara på den lilla ön Palau uppskattas antalet till 1000 adulta indivder – så är framtiden för arten osäker. Av dessa skäl kategoriserar IUCN nikobarduvan som nära hotad. Den stora tsunamin 2004 orsakade stora skador på Nikobarerna och eventuellt även på den stora häckningskolonin på Batti Malv.

### Namn
Nikobarduvan har fått sitt trivialnamn efter ögruppen Nikobarerna där en av de största kända kolonierna finns.